# Cult (Haute-Saône)
Cult település Franciaországban, Haute-Saône megyében. Lakosainak száma 229 fő (2022. január 1.). Cult Marnay, Chenevrey-et-Morogne, Avrigney-Virey, Bay, Hugier és Tromarey községekkel határos.

## Népesség
A település népességének változása:
| Lakosok száma | 229  | 223  | 233  | 233  | 232  | 232  | 231  | 233  | 229  |
|               | 2013 | 2015 | 2016 | 2017 | 2018 | 2019 | 2020 | 2021 | 2022 |